# Visit South Aegean Islands 2023
La Visit South Aegean Islands 2023, seconda edizione della corsa, valida come prova dell'UCI Europe Tour 2023 categoria 2.2, si svolse in due tappe il 4 e 5 marzo 2023 su un percorso totale di 348,8 km con partenza da Rodi e arrivo a Salakos, sull'isola di Rodi, in Grecia. La vittoria fu appannaggio del ceco Jakub Otruba, il quale completò il percorso in 7h43'43", alla media di 45,030 km/h, precedendo il norvegese Cedrik Bakke Christophersen e lo svizzero Félix Stehli.
Sul traguardo di Salakos 112 ciclisti, dei 156 partiti da Rodi, portarono a termine la competizione.

## Tappe
| Tappa  | Data    | Percorso        | km    | Vincitore di tappa          | Leader cl. generale |
| ------ | ------- | --------------- | ----- | --------------------------- | ------------------- |
| 1ª     | 4 marzo | Rodi > Koskinou | 180   | Rasmus Bøgh Wallin          | Rasmus Bøgh Wallin  |
| 2ª     | 5 marzo | Rodi > Salakos  | 168,8 | Cedrik Bakke Christophersen | Jakub Otruba        |
| Totale | Totale  | Totale          | 348,8 |                             |                     |

## Squadre e corridori partecipanti
| N.      | Cod. | Squadra                       |
| ------- | ---- | ----------------------------- |
| 1-7     | ECT  | EuroCyclingTrips              |
| 11-17   | ATT  | ATT Investments               |
| 21-27   | TSM  | Team Storck-Metropol Cycling  |
| 31-37   | VBG  | Team Vorarlberg               |
| 41-47   | TDA  | Team Dauner-Akkon             |
| 51-55   |      | Sn Vitae Bim Bam Coaching RT  |
| 61-67   | XSU  | XSpeed United Continental     |
| 71-75   |      | Rodilios Cycling Team         |
| 81-87   |      | Yoeleo Factory Team           |
| 91-97   | TND  | Team Novo Nordisk Development |
| 101-107 |      | Team IBT-Tripeak              |
| 111-117 | TCR  | Team Coop-Repsol              |

| N.      | Cod. | Squadra                       |
| ------- | ---- | ----------------------------- |
| 121-127 |      | Aevolo                        |
| 131-137 | TSL  | Team Skyline                  |
| 141-147 | GSH  | Restaurant Suri-Carl Ras      |
| 151-157 | DBK  | Dukla Banská Bystrica         |
| 161-165 | EFD  | EF Education-Nippo DT         |
| 171-176 | LKH  | Team Lotto-Kern Haus          |
| 181-187 | VSM  | Vino SKO Team                 |
| 191-197 |      | Taurus Cycling                |
| 211-215 | TCM  | Tashkent City Professional CT |
| 221-226 | ROU  | Romania                       |
| 231-236 | GRE  | Grecia                        |

## Dettagli delle tappe

### 1ª tappa
- 4 marzo: Rodi > Koskinou – 180 km

Risultati
| Pos. | Corridore          | Squadra  | Tempo    |
| ---- | ------------------ | -------- | -------- |
| 1    | Rasmus Bøgh Wallin | R. Suri  | 4h12'34" |
| 2    | Jakub Otruba       | ATT      | s.t.     |
| 3    | Ïlxan Dostïev      | Vino SKO | a 3"     |

| Pos. | Corridore          | Squadra | Tempo    |
| ---- | ------------------ | ------- | -------- |
| 1    | Rasmus Bøgh Wallin | R. Suri | 4h12'24" |
| 2    | Jakub Otruba       | ATT     | a 4"     |
| 3    | Gert Kivistik      | ATT     | a 8"     |

### 2ª tappa
- 5 marzo: Rodi > Salakos – 168,8 km

Risultati
| Pos. | Corridore         | Squadra | Tempo    |
| ---- | ----------------- | ------- | -------- |
| 1    | C. Christophersen | Coop    | 3h31'19" |
| 2    | Félix Stehli      | EF DT   | s.t.     |
| 3    | Jakub Otruba      | ATT     | s.t.     |

| Pos. | Corridore         | Squadra | Tempo    |
| ---- | ----------------- | ------- | -------- |
| 1    | Jakub Otruba      | ATT     | 7h43'43" |
| 2    | C. Christophersen | Coop    | a 3"     |
| 3    | Félix Stehli      | EF DT   | a 7"     |

## Evoluzione delle classifiche
| Tappa              | Vincitore                   | Classifica generale Maglia blu | Classifica scalatori Maglia verde | Classifica sprint Maglia rossa | Classifica giovani Maglia bianca | Classifica a squadre     |
| ------------------ | --------------------------- | ------------------------------ | --------------------------------- | ------------------------------ | -------------------------------- | ------------------------ |
| 1ª                 | Rasmus Bøgh Wallin          | Rasmus Bøgh Wallin             | André Drege                       | Gert Kivistik                  | Ïlxan Dostïev                    | Restaurant Suri-Carl Ras |
| 2ª                 | Cedrik Bakke Christophersen | Jakub Otruba                   | André Drege                       | Gert Kivistik                  | Cedrik Bakke Christophersen      | ATT Investments          |
| Classifiche finali | Classifiche finali          | Jakub Otruba                   | André Drege                       | Gert Kivistik                  | Cedrik B. Christophersen         | ATT Investments          |

## Classifiche finali

### Classifica generale
| Pos. | Corridore         | Squadra    | Tempo    |
| ---- | ----------------- | ---------- | -------- |
| 1    | Jakub Otruba      | ATT        | 7h43'43" |
| 2    | C. Christophersen | Coop       | a 3"     |
| 3    | Félix Stehli      | EF DT      | a 7"     |
| 4    | Lukas Rüegg       | Vorarlberg | a 13"    |
| 5    | Emil Dima         | Romania    | a 15"    |
| 6    | Antoine Berlin    | Vorarlberg | s.t.     |
| 7    | Alexander White   | Aevolo     | s.t.     |
| 8    | Luca Dreßler      | Lotto-Kern | a 17"    |
| 9    | Daniel Turek      | ATT        | s.t.     |
| 10   | Cristian Raileanu | Romania    | a 24"    |

### Classifica scalatori - Maglia verde
| Pos. | Corridore          | Squadra    | Punti |
| ---- | ------------------ | ---------- | ----- |
| 1    | André Drege        | Coop       | 11    |
| 2    | Pierre-Pascal Keup | Lotto-Kern | 6     |
| 3    | David Dubé         | Skyline    | 5     |
| 4    | Gustav Wang        | R. Suri    | 5     |
| 5    | Jakub Otruba       | ATT        | 3     |

### Classifica sprint - Maglia rossa
| Pos. | Corridore          | Squadra | Punti |
| ---- | ------------------ | ------- | ----- |
| 1    | Gert Kivistik      | ATT     | 11    |
| 2    | Matúš Štoček       | ATT     | 6     |
| 3    | Marckus Njor       | IBT     | 5     |
| 4    | Bernardo Gonçalves | XSpeed  | 3     |
| 5    | Lukáš Kubiš        | Dukla   | 3     |

### Classifica giovani - Maglia bianca
| Pos. | Corridore          | Squadra    | Tempo    |
| ---- | ------------------ | ---------- | -------- |
| 1    | C. Christophersen  | Coop       | 7h43'46" |
| 2    | Alexander White    | Aevolo     | a 12"    |
| 3    | Luca Dreßler       | Lotto-Kern | a 14"    |
| 4    | Roman Duckert      | Dauner     | a 27"    |
| 5    | Dylan Humber-Kelly | Yoeleo     | a 36"    |

### Classifica a squadre
| Pos. | Squadra              | Tempo     |
| ---- | -------------------- | --------- |
| 1    | ATT Investments      | 23h12'06" |
| 2    | Team Vorarlberg      | a 21"     |
| 3    | Team Lotto-Kern Haus | a 36"     |
| 4    | Aevolo               | a 1'07"   |
| 5    | Team Coop-Repsol     | a 1'12"   |